# Van Hool NewAGG300
Le Van Hool NewAGG300 est un autobus bi-articulé fabriqué et commercialisé par le constructeur belge Van Hool.

## Historique
Il est produit depuis 2002 et succède à l'AGG300.

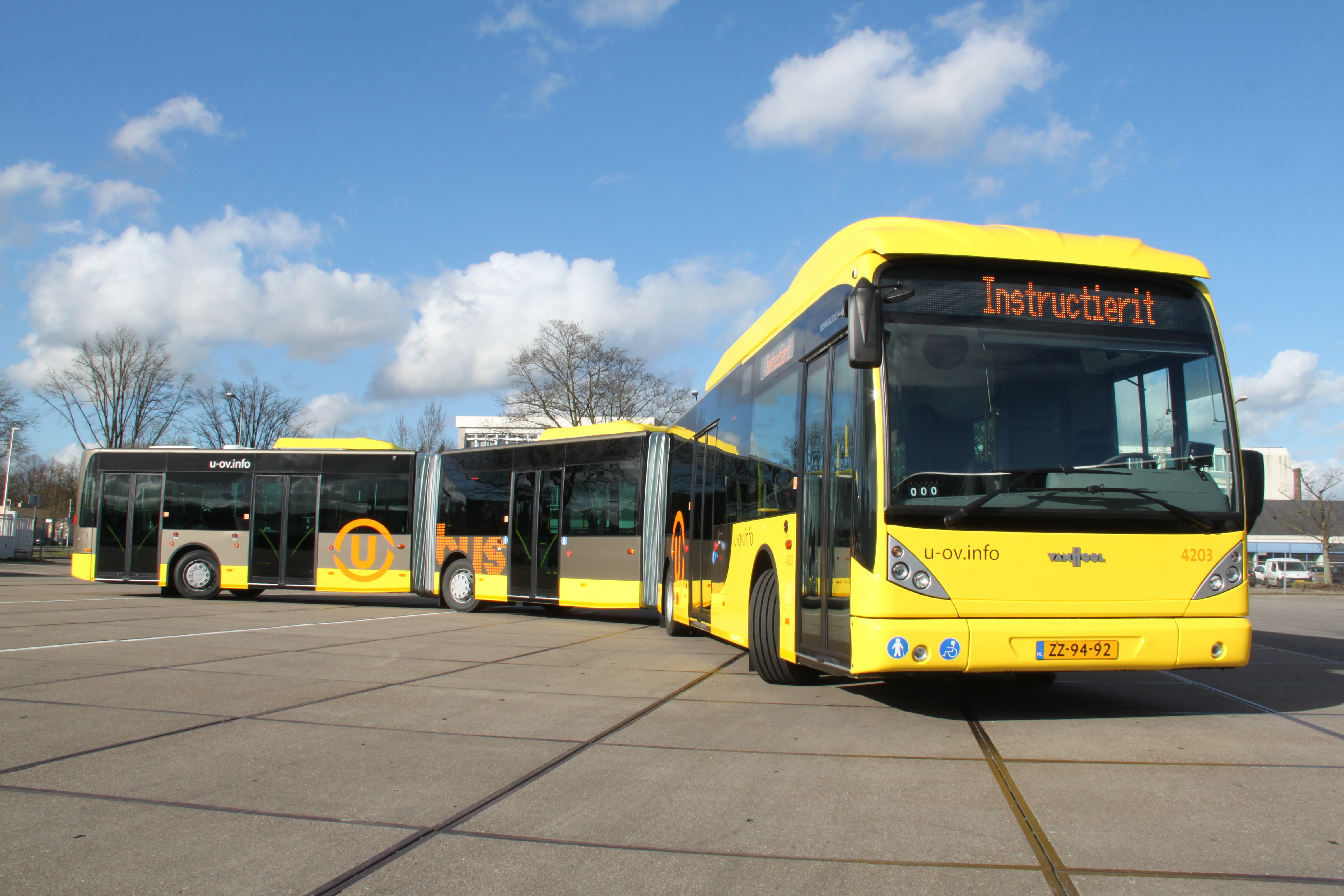

## Caractéristiques

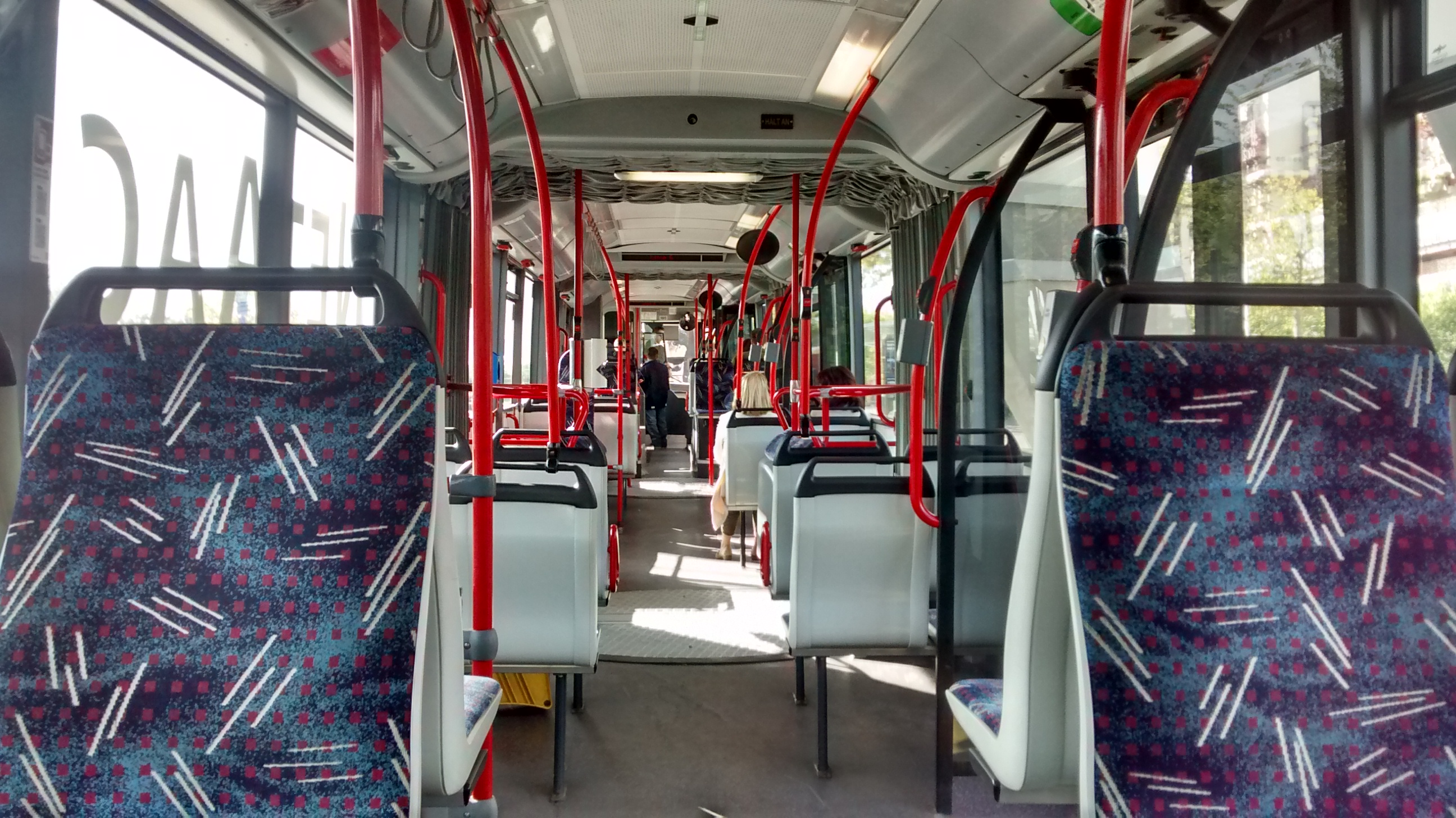
Une vue de l'intérieur

Il existe en version quatre et cinq portes. Il dispose d'un plancher surbaissé et un moteur placé au centre. Il est la version bi-articulé du NewAG300. Son PTAC est de 38 000 kg.